# Блысков, Андрей
Андрей Блысков (болг. Андрей Райков Блъсков; 25 февраля 1857, Шумен, Османская империя — 27 ноября 1943, София, Третье Болгарское царство — болгарский военачальник, генерал-майор (1904), командующий 5-го пехотного Дунайского полка во время Сербско-болгарской войны 1885 года.

## Биография
Сын библиотекаря. Брат будущего писателя И. Блыскова.
Окончил Априловскую гимназию. Продолжил учёбу в училище в Бухаресте и в Одесском пехотном юнкерском военном училище. Участвовал в национальном революционном движении, в качестве курьера в Габровском революционном комитете.
Участник Русско-турецкой войны (1877—1878). Был ополченцем ІV-й роты ІІ-го Ополченского батальона. Участвовал в сражениях при Старом Загоре и обороне Шипки. Награжден за мужество «Георгиевским крестом» IV степени. В 1878 г. стал прапорщиком.
В 1885 году окончил Военную академию в России.
Во время Сербско-болгарской войны 1885 года командовал 5-м пехотным Дунайским полком (с 13 сентября 1885). Был командиром Сливского отряда. Проявил тактическое мастерство и маневренность при захвате Дринской сербской дивизии 5 ноября. Участвовал в укреплении позиций и в боях, где 5 ноября был ранен. За отличия в войне был награжден георгиевской медалью «За храбрость». Получил звание майора.
После окончания войны участвовал в свержении князя Александра I Баттенбергского, а после контрпереворота был уволен из армии. Позже реабилитирован и служил в Военном министерстве начальником отдела. В 1904 году уволен со службы.

## Награды
- Орден «За храбрость» III и IV ст.
- Золотой Солдатский Крест «За Отвагу» 1 ст.
- Орден «За военные заслуги» (Болгария) II ст.
- Георгиевский крест 4 степени
- Орден Святой Анны 2 степени